# Achdé
Achdé, pseudonimo di Hervé Darmenton (Lione, 30 luglio 1961), è un fumettista francese.
Fin dalla più giovane età aveva l'ambizione di diventare un disegnatore. Nel 1993 ha lanciato la serie umoristica CRS=Détresse. In seguito alla morte di Morris, dal 2003 è passato a collaborare alla realizzazione di Lucky Luke.